# Learjet 25
Learjet 25 — дводвигунний літак бізнес-класу виробництва американської фірми Lear Jet Corporation («Learjet»).
Перший дослідний екземпляр — модель Learjet 24 з подовженим на 1,27 метра фюзеляжем. Розрахований на перевезення восьми пасажирів, екіпаж — дві людини.

## Розробка

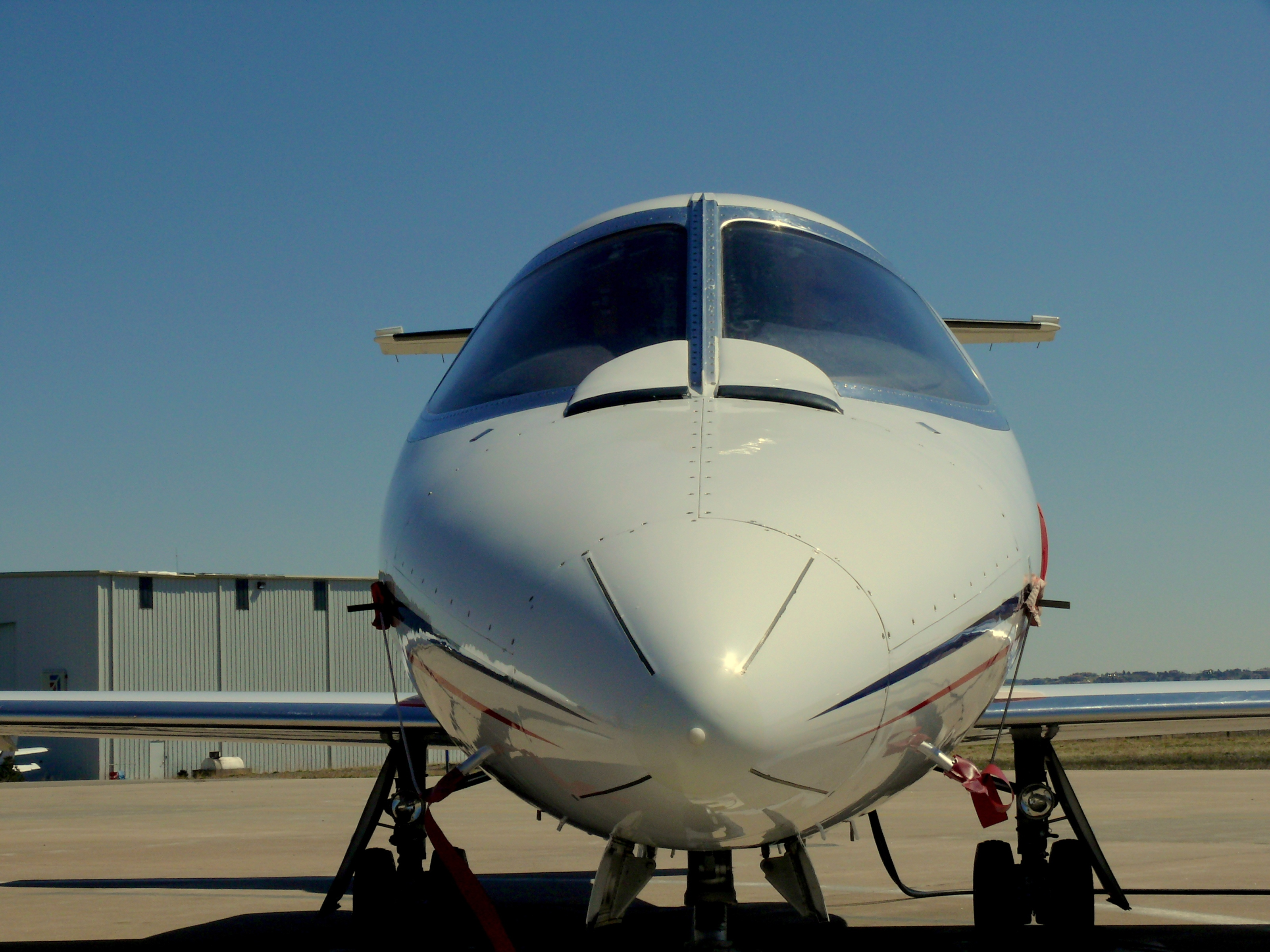
Learjet 25D санітарної авіації в аеропорту Сентенніал (штат Колорадо)

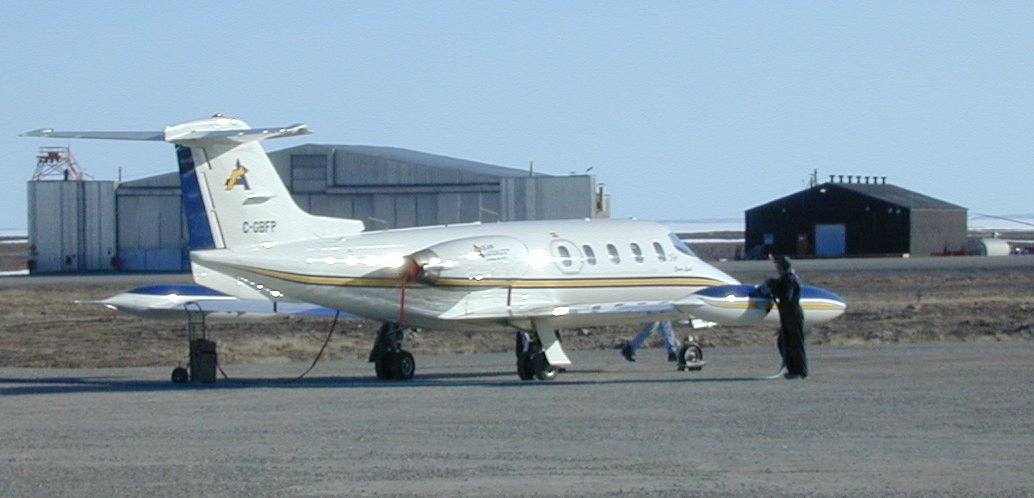
Learjet 25 (C-GBFP) авіакомпанії Adlair Aviation в аеропорту Кембридж-Бей (Нунавут, Канада). Літак обладнаний для роботи в режимі санітарної авіації

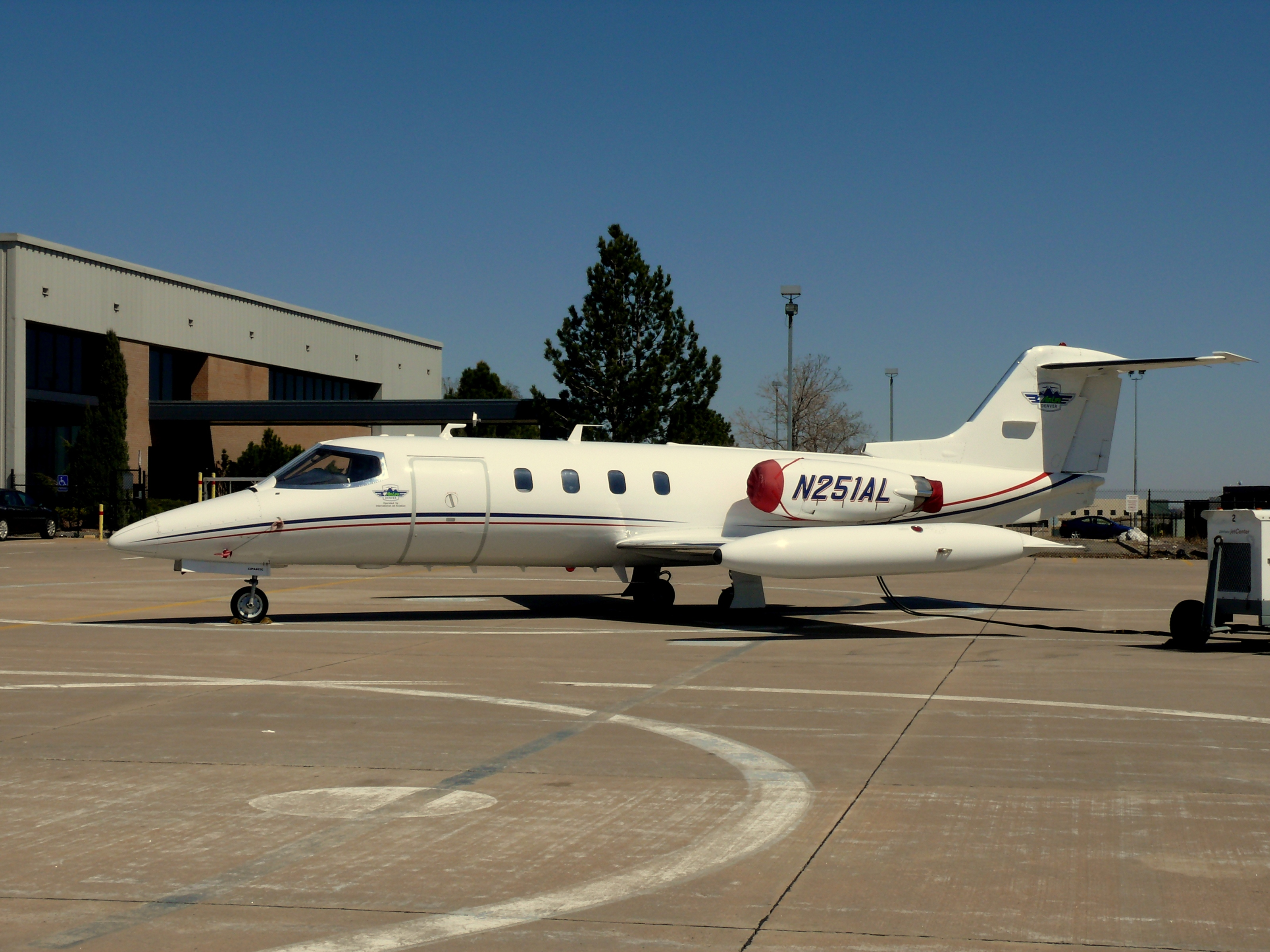
Learjet 25D

Дослідний літак 25-ї моделі вперше піднявся в повітря 12 серпня 1966 року, в серійне виробництво Learjet 25 запущений в листопаді наступного року .
Learjet 25 розроблявся на базі попередньої 24-ї моделі. Довжина фюзеляжу була збільшена на 1,27 метра, що дозволило розмістити в салоні три додаткових пасажирських місця. У 1970 році випущені дві модифікації — Learjet 25B і Learjet 25C (мала додаткові паливні баки й, відповідно, збільшену дальність польоту).
У 1976 році на Learjet 25 було встановлено нове крило з вигнутим профілем, наступні моделі літаків отримали маркування Learjet 25D і Learjet 25F.
Модифікації Learjet 25, 25B і 25C оснащувалися двома турбореактивними двигунами General Electric CJ610-6, пізніше на всі чотири моделі (B, C, D і F) стали встановлювати вдосконалені двигуни General Electric CJ610-8.

## Експлуатація
Пасажирський салон Learjet 25 можна переобладнати в кілька різних конфігурацій для перевезення пасажирів, вантажів та бригад швидкої медичної допомоги. Саме через простоту зміни конфігурації салону Learjet 25 в основному використовувався як літак санітарної авіації. Для цього в салоні прибиралися крісла правого ряду, на місце, що утворилося, встановлювалися носилки, монтувалися кисневі балони та обладнання для внутрішньовенних крапельниць.
Попри високу дозвукову швидкість польоту, завдяки гарному профілю крила та іншим аеродинамічним характеристикам Learjet 25 міг приземлятися на короткі злітно-посадкові смуги і навіть на гравійне покриття. Саме це спонукало Аристотеля Онассіса придбати цей літак для посадки на коротких злітних смугах грецьких островів.
У 1974 році два літаки Learjet 25B були придбані Військово-повітряними силами Перу і обладнані камерами аерофотографування, розташованими в нижній частині фюзеляжів повітряних суден.

## Моделі
Позначення ІКАО для всіх варіантів Learjet 25 — LJ25.

### Learjet 25A
Сертифікований Федеральним управлінням цивільної авіації США 10 жовтня 1967 року.

### Learjet 25B
Допрацьована модель. Літак сертифікований Федеральним управлінням цивільної авіації США 4 вересня 1970 року.

### Learjet 25C
Встановлені крило з новим профілем, додаткові паливні баки, збільшена дальність польоту. Сертифікований Федеральним управлінням цивільної авіації США 4 вересня 1970 року.

### Learjet 25D
Модель зі збільшеною дальністю польоту.

### Learjet 26
Є неофіційним позначенням моделі Learjet 25, оснащеної турбовентиляторними двигунами Garret AiResearch TFE731-2 для проведення ряду льотних випробувань. Перший удосконалений літак з реєстраційним номером N26GL піднявся у повітря 19 травня 1971 року. Надалі конструкторські доробки моделі були визнані успішними, що призвело до появи нової серії літаків Learjet 35.

### Learjet 25G
Лайнер модифікації 25G здійснив перший політ 23 вересня 1980 року. З 9 по 18 червня 1982 року літак виконував ряд демонстраційних польотів, в результаті яких були встановлені рекордні показники для Learjet по швидкості руху на дальніх дистанціях перельотів.

## Експлуатанти

### Військові
Аргентина
 Болівія
- Військово-повітряні сили Болівії

 Еквадор
 Мексика
- Військово-морські сили Мексики

 Перу
- Військово-повітряні сили Перу

 США
- NASA

## Льотно-технічні характеристики
Джерело: 
Основні характеристики
- Екіпаж: 2
- Пасажиромісткість: 8 пасажирів
- Довжина: 14,50 м
- Висота: 3,73 м
- Розмах крила: 10,84 м

- Площа крила: 21,53 м²
- Маса порожнього: 3645 кг
- Максимальна злітна маса: 6804 кг
- Силова установка:  × турбореактивний

Льотні характеристики
- Крейсерська швидкість: 859 км/год (0,81 М)
- Практична дальність: 2853 км (повне навантаження)
- Швидкопідйомність: 30,7 м/с